# Luriska
Luriska, även luri, är en västiransk dialekt som talas av lurer i västra Asien. Det luriska språket bildar fem språkgrupper kallade Feyli, central luri (Minjaee), Bakhtiaridialekt, Laki och syd-luri.
Språket talas främst av Feyli-lurer (inklusive minjai, maleki och laks), bakhtiarer och syd-lurer (Kohgiluyeh och Buyer Ahmad, Mamasani, Sepidan, Bandar Ganaveh, Deylam).

### Översättning
Den här artikeln är helt eller delvis baserad på material från engelskspråkiga Wikipedia.